# Conduct Unbecoming (2011)
Conduct Unbecoming is een Canadese direct-naar-dvd dramafilm uit 2011 onder regie van Sidney J. Furie, met in de hoofdrollen Corey Sevier, Bridget Wareham en Michael Ironside. De film is een militair rechtbankdrama in de stijl van A Few Good Men.

## Verhaal
Na zijn missie in Afghanistan wacht kapitein Nick Hawkes van het United States Marine Corps een militair proces wegens veertien aanklachten van moord en één aanklacht van onbetamelijk gedrag voor een vergeldingsactie voor het verlies van vier van zijn mannen. De enige ooggetuigen zijn drie soldaten die nog steeds actief zijn in Afghanistan en zij zijn op hun beurt niet onbevooroordeeld.
De zaak lijkt een "woord tegen woord"-situatie te zijn tussen Hawkes en een van zijn superieuren, kolonel Dodd, die de aanklacht indiende. De twee mannen geven toe dat er een geschiedenis van animositeit tussen hen bestaat. Het Openbaar Ministerie, bestaande uit kapitein Cannon en luitenant Pesska, dringt er bij Hawkes sterk op aan een schikking te accepteren. Voor een schuldbekentenis zou Hawkes strafvermindering krijgen, gevolgd door oneervol ontslag. De zaken veranderen echter wanneer aan het licht komt dat de slachtoffers burgers waren en dat er Afghaanse getuigen zijn van de feiten.
Terwijl hij zijn proces afwacht wordt Hawkes overgeplaatst naar het Casualty Notification Team. Zo ontmoet hij oorlogsweduwe Molly Cunningham, wiens overleden echtgenoot eveneens onder bevel van kolonel Dodd stond. Wanneer kolonel Dodd terugkeert uit Afghanistan om te getuigen op het proces, volgt een confrontatie tussen de twee mannen in de rechtszaal.

## Rolverdeling
| Acteur           | Personage            | Opmerkingen     |
| ---------------- | -------------------- | --------------- |
| Corey Sevier     | kapitein Nick Hawkes |                 |
| Bridget Wareham  | Molly Cunningham     |                 |
| Michael Ironside | kolonel Dodd         |                 |
| Maury Chaykin    | kolonel Fox          |                 |
| Elias Toufexis   | kapitein Cannon      |                 |
| Nick Abraham     | luitenant Richards   |                 |
| Curtis Morgan    | kapelaan Ben         |                 |
| Reid Morgan      | luitenant Pesska     | als Reed Morgan |